# Polythysana
Polythysana é um gênero de mariposa pertencente à família Bombycidae.